# 凯绥·珂勒惠支
凯绥·珂勒惠支（德語：Käthe Kollwitz；1867年7月8日—1945年4月22日），原名凯绥·施密特（Käthe Schmidt Kollwitz），德国表现主义版画家和雕塑家，20世纪前半叶德国最重要的画家之一。

## 生平

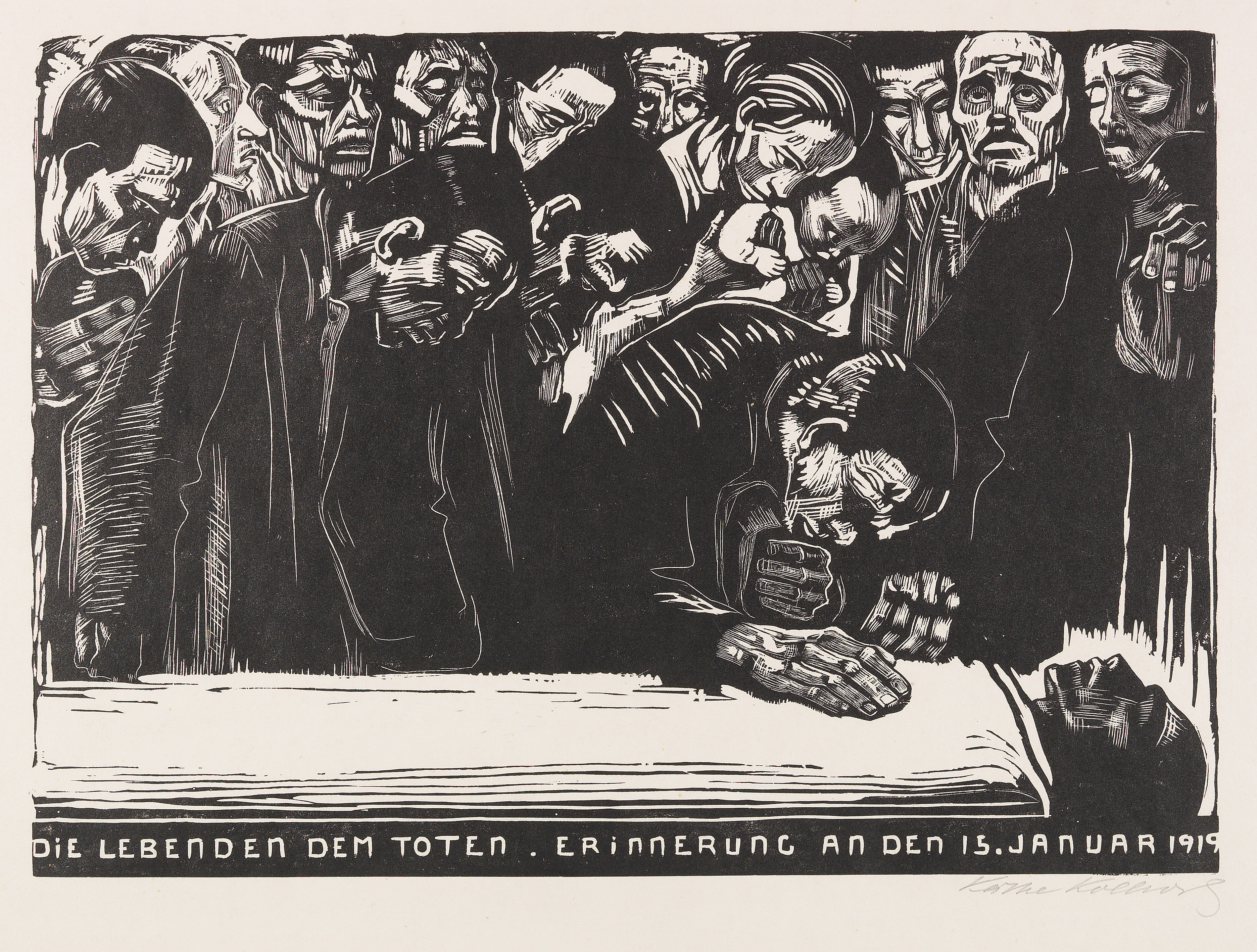
凯绥·珂勒惠支于1920年创作的《悼念卡尔·李卜克内西》

珂勒惠支出生于东普鲁士柯尼斯堡（现在的加里宁格勒），14岁时即开始学习绘画，1884年进入柏林女子艺术学院学习，后来又到慕尼黑学习。1889年和在贫民区服务的医生卡尔·珂勒惠支结婚，1898年开始在柏林女子艺术学院任教。其间几次游历巴黎和意大利。1909年回国后为一个漫画杂志《Simplicissimus》工作。这时她已经成为一个社会主义者。她的早期作品《织工反抗》、《起义》和《死神与妇女》、《李卜克内西》 、《战争》（组画）等，不仅以尖锐的形式把在资本主义制度下工人阶级的悲惨命运和勇于斗争的精神传达出来，而且唤醒人们反对侵略战争，要根除战争根源，实现世界大同的理想。
1914年在第一次世界大战中，她的儿子被征入伍在西线阵亡。1920年她和爱因斯坦等人组织成立了国际援助工人组织。1932年她和其他社会主义者组成反对纳粹的阵线，希特勒上台后，她被取消普鲁士学院院士的荣誉（虽然她是第一位被选为普鲁士学院院士的女性）并禁止她的作品参加展览。1940年她丈夫去世，1945年他的孙子又在东线阵亡。1943年她的住宅被炸毁，她离开柏林到德累斯顿附近的一个小镇居住，并在那里逝世。
她因为和丈夫居住在贫民区，了解普通人民的贫困境遇，她的作品从一开始就反映普通人民的贫苦生活，因此在第一次获得金奖时，就被当时的威廉二世皇帝取消。后来她又创作了《悼念卡尔·李卜克内西》和为工人组织创作的一系列招贴。儿子去世后又创作了许多悲伤母亲的形象，宣传反战思想。她的作品充满悲伤和凄惨的情绪，如实反映了19世纪末20世纪初德国底层人民的悲惨状况。珂勒惠支还对铜版画和石版画的技术有许多改进和创造。
1945年4月22日卒于德累斯顿。

## 大事记
- 1867年，生于东普鲁士的柯尼斯堡。

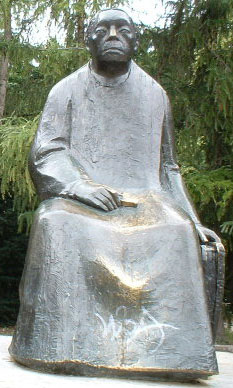
座落在柏林珂勒惠支广场上她的雕像

- 1884年，在柏林美术学院学习，后又在慕尼黑继续深造。
- 1885年—1886年，在柏林从师施陶费尔-贝尔恩，学习马克斯·克林格尔的蚀刻组画。
- 1890年，创作了第一批铜版画。1891年，与“施诊医生”卡尔·珂勒惠支结婚。
- 后经画家门采尔推荐，当选普鲁士美术学院成员，主持版画部工作。
- 1919年，从师巴拉赫，改学木版画。
- 最初的作品是《纪念李卜克内西》，此后在1922年—1923年创作了组画《战争》。
- 1927年，应邀访问苏联，苏联的社会主义建设大大鼓舞了她 ，回国后创作的石版画《游行示威》、《团结就是力量》、《母与子》等，表明了她对无产阶级解放事业的新认识，艺术水平也达到一个新的境地。
- 1931年，她的作品被鲁迅介绍到中国来，1936年又出版她的作品集，对中国新木刻运动的发展起了推动作用。
- 作为一个勇敢的反纳粹女战士，1933年她愤然离开了普鲁士美术学院。
- 1933年，希特勒上台，她虽然受到迫害，仍坚持作画，代表作《死亡》和《哀悼基督》以粗犷的线条，强烈的黑白对比，描绘了生与死的激烈搏斗，宣泄了她愤懑的情绪。
- 1942年，“全面开战“时，她发表了最后一幅木版画作品《不要把收获的粮食磨成粉》。
- 1945年，战争即将结束时死于德累斯顿附近莫里茨山
- 1979年，北京举办《珂勒惠支作品展》，展出了她一生中最主要的作品113件。

## 主要作品
- 穷困（1893年）
- 末日（1897年）
- 下工的工人（1897年）
- 自画像（1897年）
- 起来（1899年）
- 自画像（1900年）
- 哀悼去世孩子的妇女（1903年）
- 觉醒（1903年）
- 战场（1907年）
- 囚徒（1908年）
- 志愿者（1920年）
- 母亲们（1921年）
- 不要再发生战争（1924年）
- 自画像（1924年）
- 死神的召唤（1934年）
- 自画像（1938年）

## 評價及影響
珂勒惠支的作品首次被鲁迅介绍到中国，对中国现代版画的发展起了很大的影响。鲁迅评价她的作品是：“她以深广的慈母之爱，为一切被侮辱和损害者悲哀，抗议，愤怒，斗争；所取的题材大抵是困苦，饥饿，流离，疾病，死亡，然而也有呼声，挣扎，联合和奋起。”

## 作品

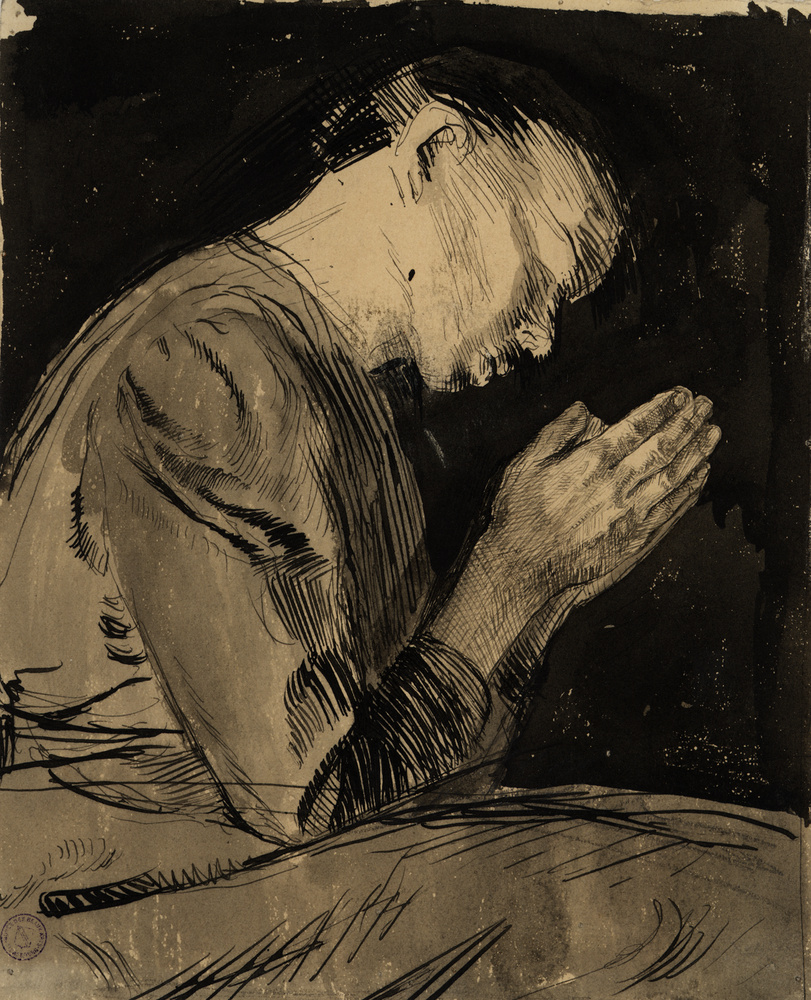
Praying woman, 1892. Musée d'art moderne et contemporain of Strasbourg
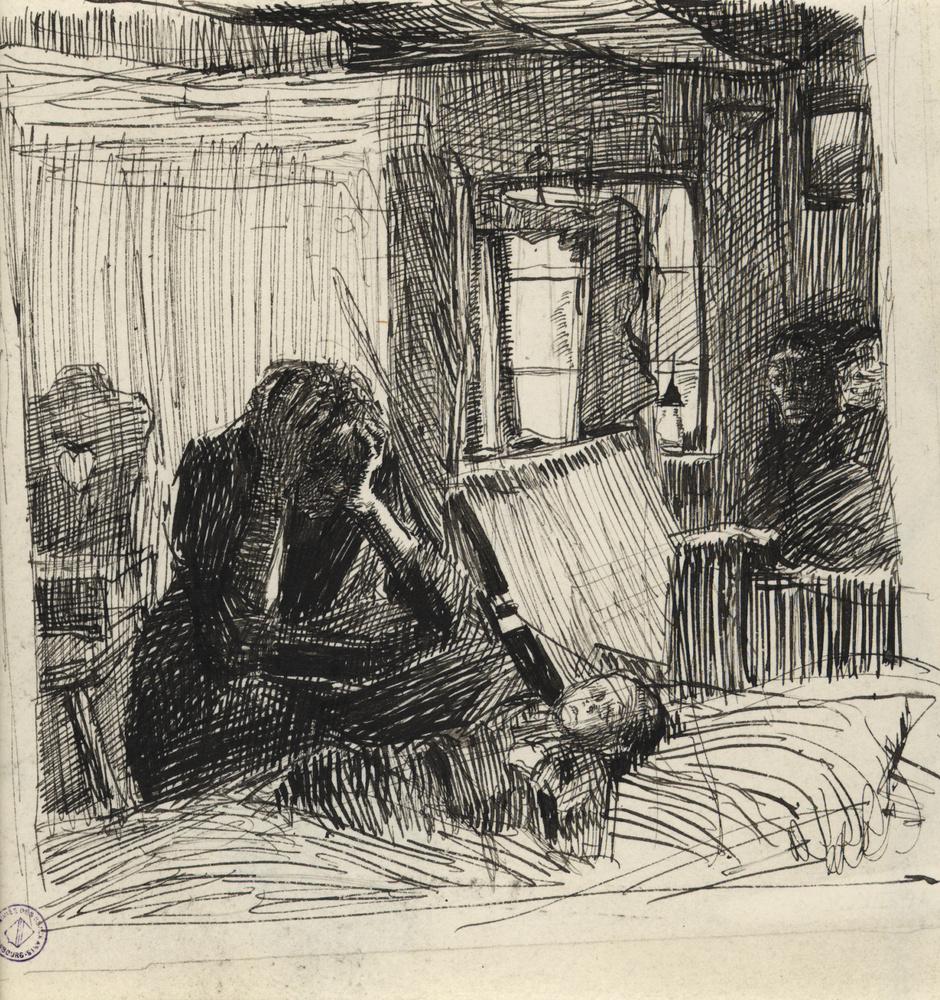
Misery, 1897. Musée d'art moderne et contemporain of Strasbourg
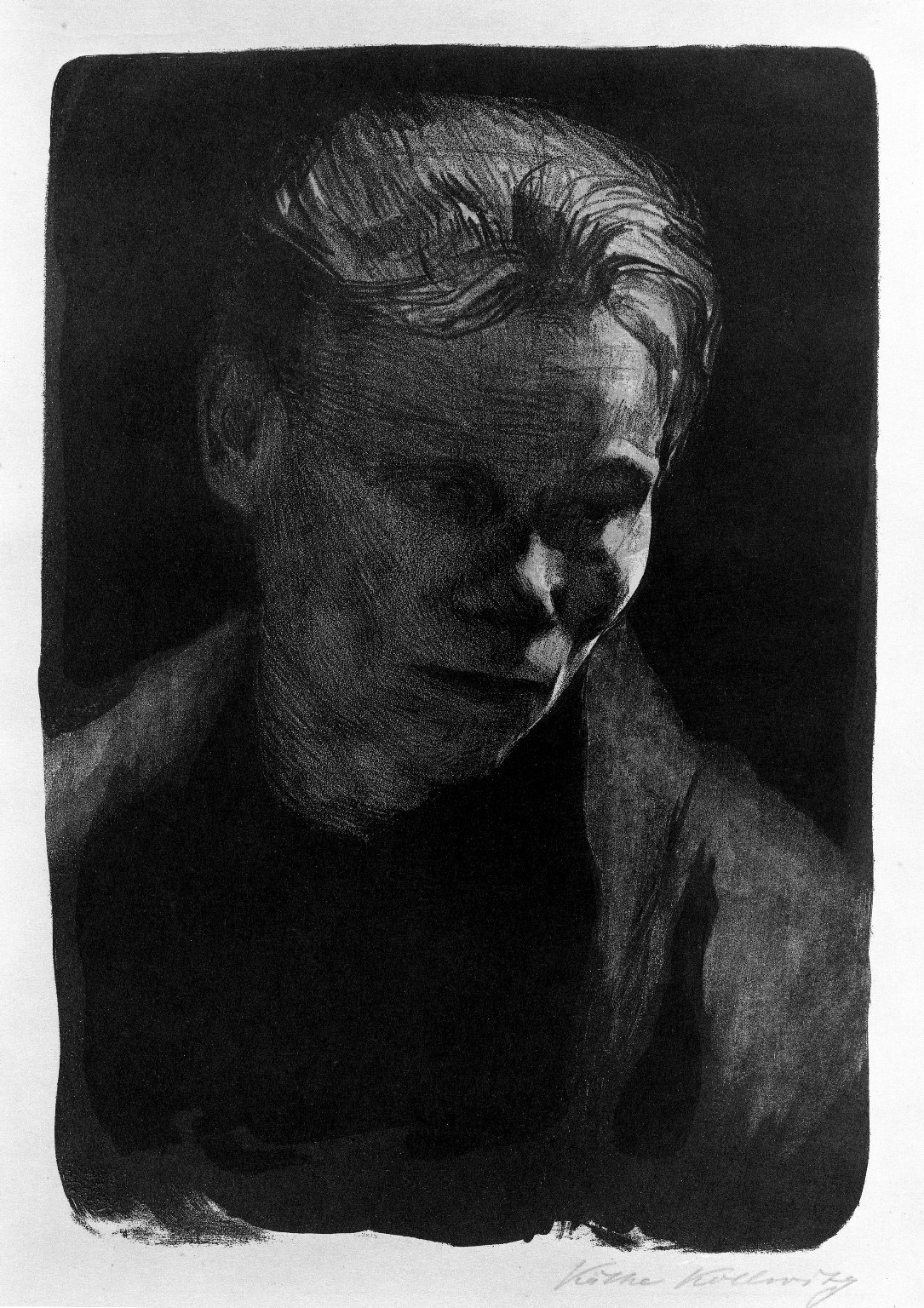
Bust of a Working Woman in a Blue Shawl, 1903. Brooklyn Museum
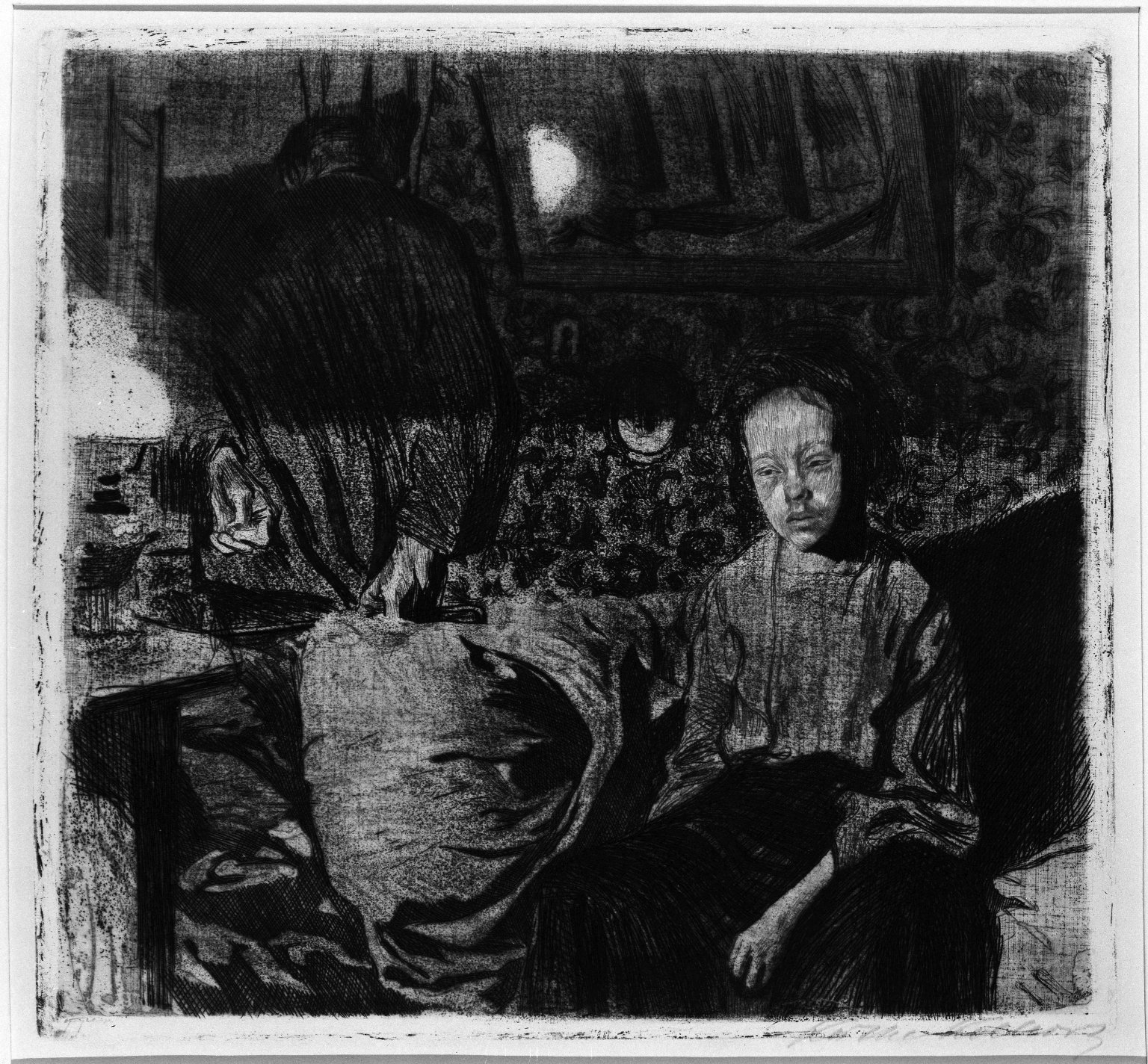
The Young Couple, 1904. Brooklyn Museum
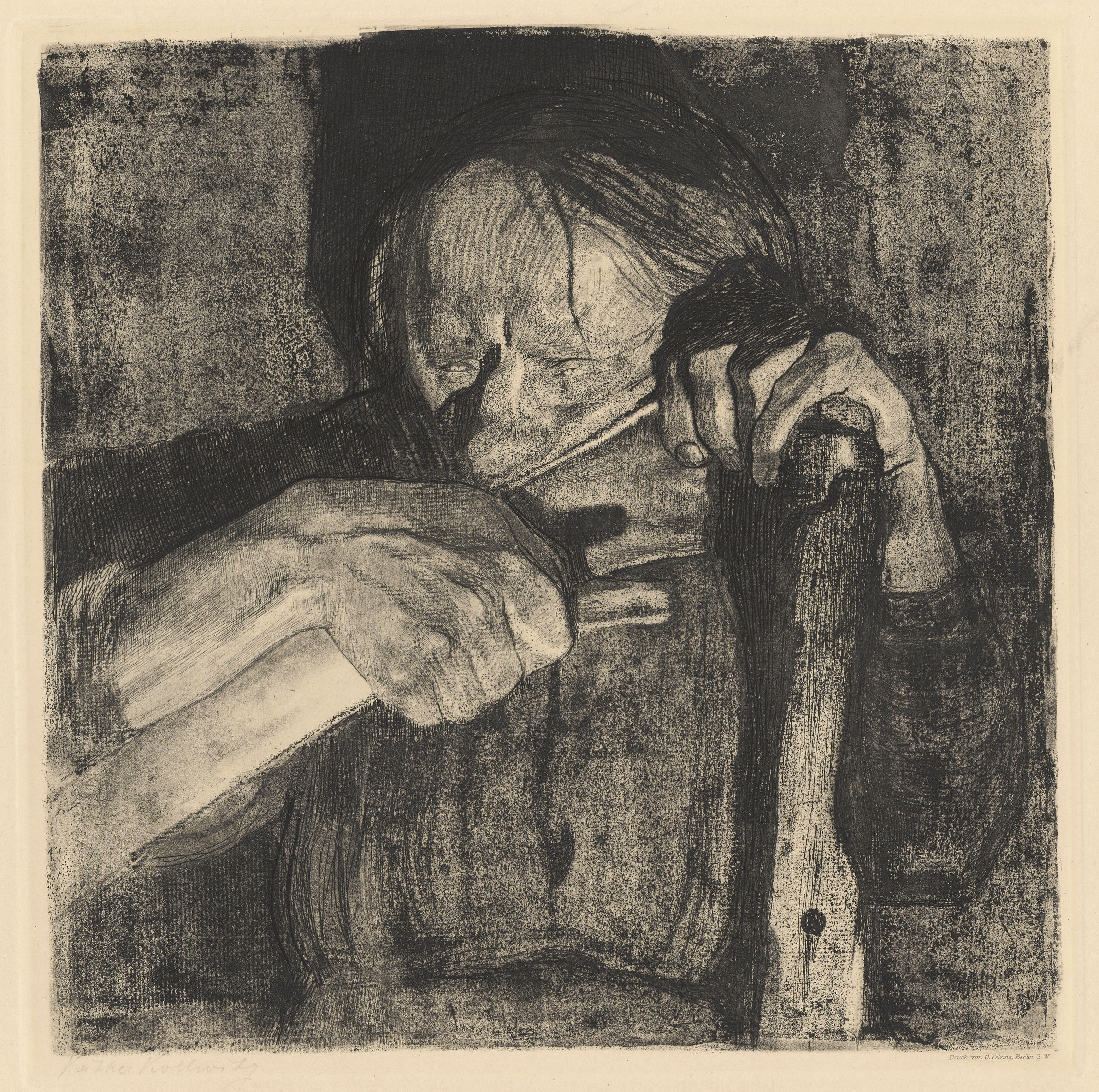
Whetting the Scythe, 1908, National Museum in Wrocław
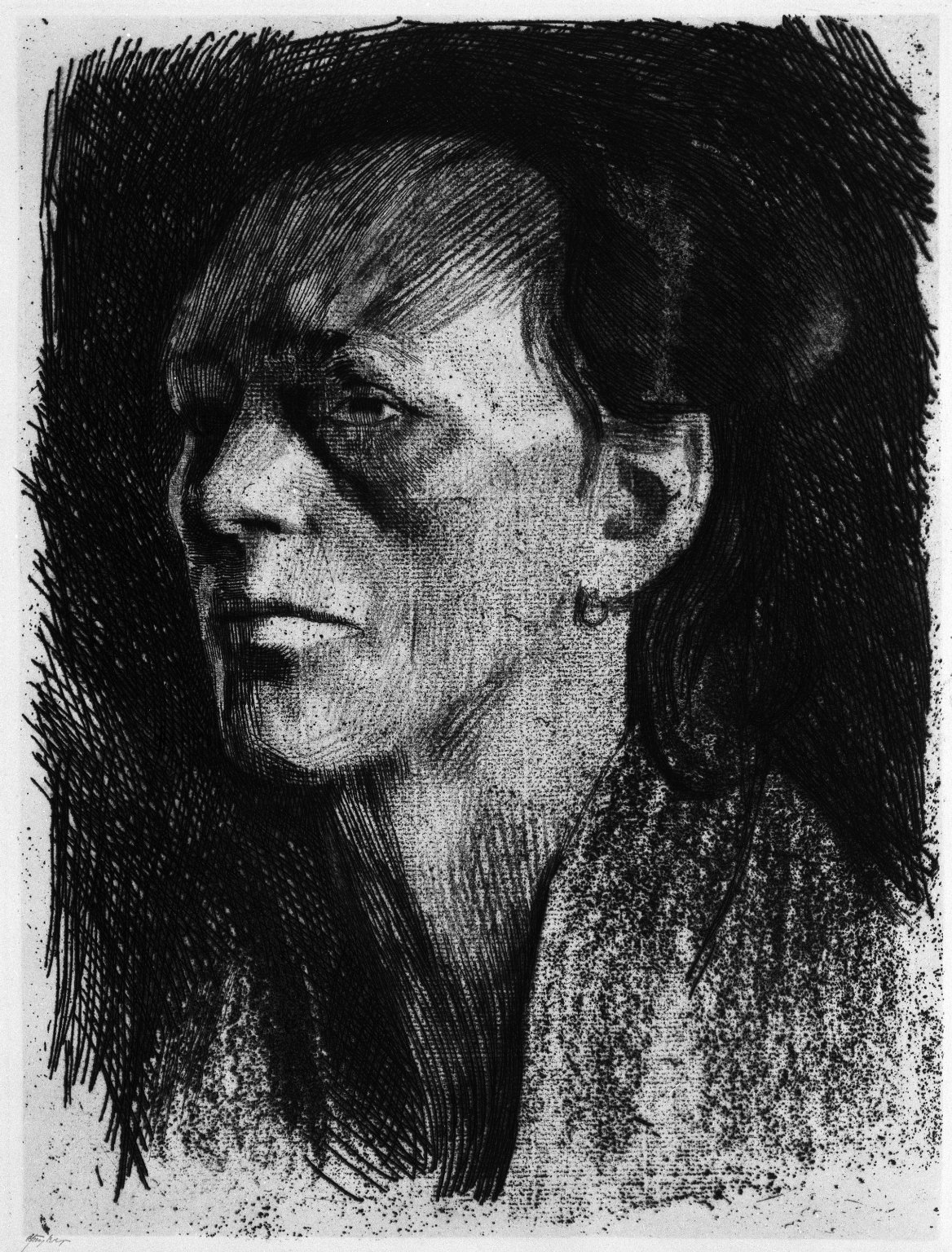
Working Woman (with Earring), 1910. Brooklyn Museum
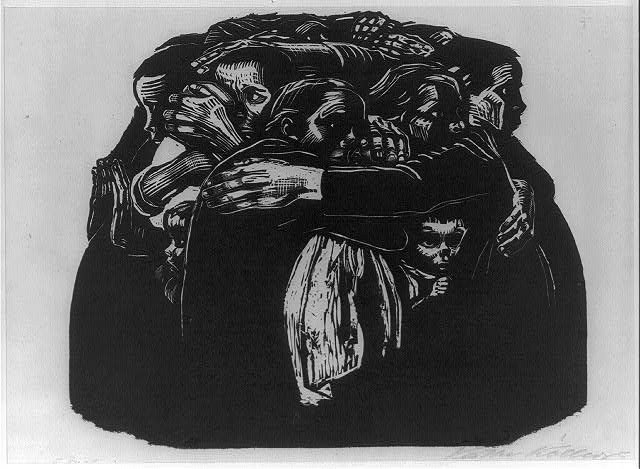
Die Mütter [The Mothers], 1922, woodcut, Library of Congress
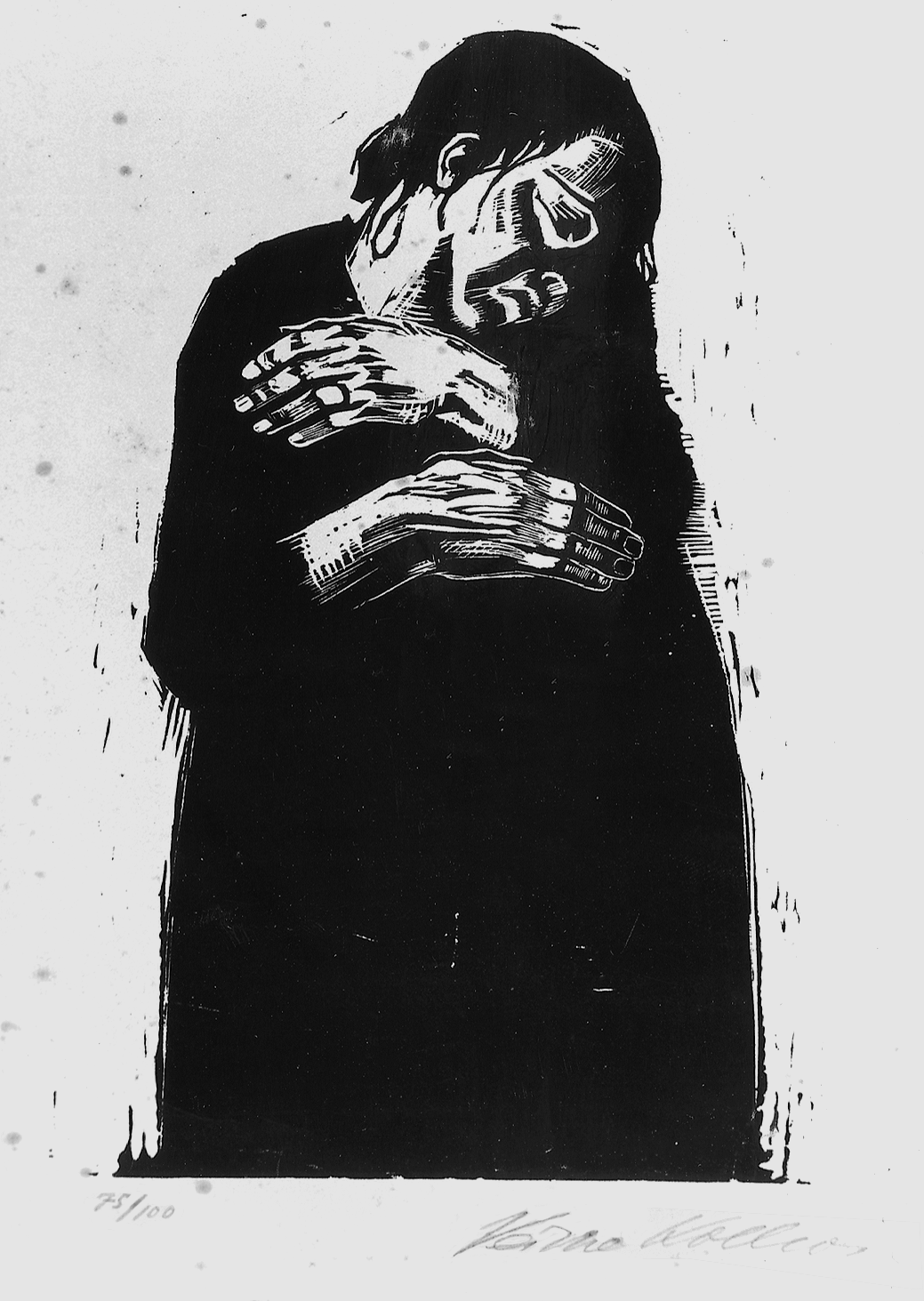
The Widow I (1922-23), woodcut from the Mario de Andrade Collection, at the Instituto de Estudos Brasileiros